# Occupazione di Sidi Said
L'occupazione di Sidi Said fu un episodio della guerra italo-turca.
All'azione del 27 giugno 1912 partecipò la 5ª Divisione italiana su due colonne di cui una al comando del generale Clemente Lequio con un battaglione del 1º Reggimento "Granatieri di Sardegna", il XV Battaglione bersaglieri e il VII battaglione eritreo; l'altra al comando del generale Alberto Cavaciocchi con due battaglioni del 60º fanteria, un battaglione "Granatieri di Sardegna", il XXVII e XXVIII Battaglione bersaglieri e il VI Battaglione eritreo. Le RR.NN. Carlo Alberto, Iride e Ardea dal mare si tennero pronte ad appoggiare l'azione con le loro artiglierie..

## Ordine di battaglia italiano
Regio Esercito:
5ª Divisione:
Colonna "Lequio";
un Battaglione del 1º Reggimento "Granatieri di Sardegna";
XV Battaglione dell'11º Reggimento Bersaglieri;
VII Battaglione del Regio Corpo Truppe Coloniali d'Eritrea;
Colonna "Cavaciocchi":
due Battaglioni del 60º Reggimento fanteria "Calabria";
un Battaglione del 1º Reggimento "Granatieri di Sardegna";
XXVII Battaglione dell'11º Reggimento bersaglieri;
XXVIII Battaglione del 9º Reggimento bersaglieri;
VI Battaglione del Regio Corpo Truppe Coloniali d'Eritrea;
Regia Marina:
RR.NN. "Carlo Alberto"
RR.NN. "Iride"
RR.NN. "Ardea"

## Storia
La battaglia, alla quale parteciparono circa 6 000 arabo-turchi muniti di artiglierie, si accese violenta. Dai trinceramenti di Sidi Said gli arabo-ottomani opposero una energica resistenza, ma l'impeto delle fanterie italiane ebbe ragione dei difensori. Numerosi rinforzi ottomani accorrenti però da Zelten e da Sidi Sultan consigliarono agli italiani di rimandare all'indomani, 28 giugno, la prosecuzione dell'azione. Precedute da un bombardamento, che cominciò alle 5:15 del mattino successivo ed a cui contribuirono le artiglierie delle navi, la colonna Lequio divisa in due nuclei, una al comando del colonnello Agliardi formata da un battaglione granatieri, un battaglione bersaglieri e dal VII battaglione eritreo, procedendo lungo la penisola, e l'altra composta dal 60º fanteria, da due battaglioni bersaglieri e dal VI battaglione eritreo, lungo la costa, mossero per la conquista dei trinceramenti avversari a Sidi Said. L'azione fu violentissima: gli arabo-ottomani, numerosi e ben fortificati, si difesero con accanimento ma furono costretti a cedere inseguiti dal fuoco delle artiglierie italiane e da contingenti del VII battaglione eritreo.
Alle ore 8:30 la bandiera italiana salì sul Marabutto di Sidi Said, mentre l'avversario in fuga ripiegò verso Sidi Ali. Con la conquista di Sidi Said fu bloccata ogni attività dei turco-arabi nella regione fino al termine della guerra precludendo agli stessi ogni possibilità di rifornimento lungo le zone costiere.
Da parte italiane le perdite sostenute nella battaglia furono di 18 morti oltre a 2 ufficiali e 118 uomini di truppa feriti.